# Clube Atlético Mineiro
Il Clube Atlético Mineiro, noto semplicemente come Atlético Mineiro, soprannominato Galo, è una società calcistica di Belo Horizonte, Minas Gerais, fondata il 25 marzo 1908.
Nel suo palmarès può vantare a livello internazionale una Coppa Libertadores, due Coppe CONMEBOL ed una Recopa Sudamericana.

## Storia

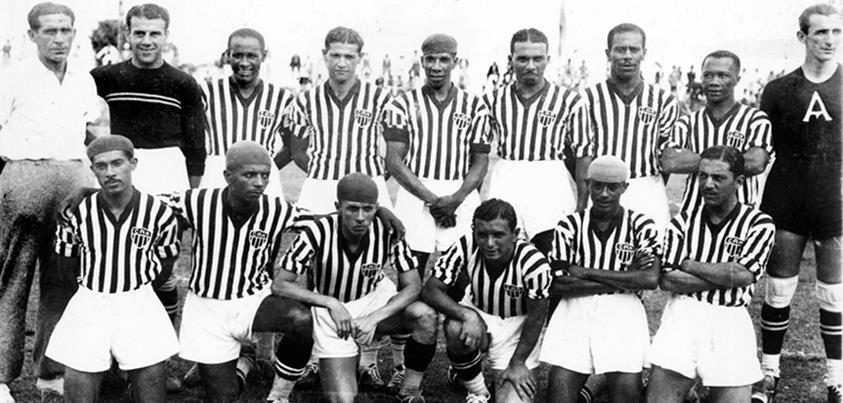
Un'immagine dell'Atlético Mineiro datata 1937.

La prima partita ufficiale della storia dell'Atlético fu contro lo Sport Club Foot-Ball, la squadra più antica della città. Era il 21 marzo 1909. L'Atlético vinse per 3-0, il primo gol fu segnato da Aníbal Machado. Lo Sport pretese la rivincita, ma perse nuovamente, per 2-0. I dirigenti dello Sport vollero ancora una partita, che persero per 4-0.
Nel 1937 l'Atlético vinse il suo primo titolo nazionale, sconfiggendo i grandi campioni statali, compreso il Fluminense di Rio de Janeiro.
Il Torneo Inverno fu un vero e proprio torneo tra l'Atlético e vari club europei. Il calcio europeo stava riaprendosi dopo la seconda guerra mondiale. Agli inizi degli anni '50 le squadre europee guardarono al calcio brasiliano. La Germania stava appunto ristrutturando il proprio sistema calcistico e invitò l'Atlético come rappresentante del calcio brasiliano per promuovere la rinascita del calcio dopo il secondo conflitto mondiale. La CBD (l'allora federazione brasiliana di calcio) esitò inizialmente, ma poi acconsentì. L'Atlético disputò 10 partite amichevoli in Germania, vincendone 6, pareggiandone 2 e perdendone altrettante.
Nel 1969 l'Atlético, giocando in "casa", nello stadio Mineirão, sconfisse la nazionale titolare (con Pelé e tutti gli altri), che nel 1970 sarebbe stata campione del mondo. I gol del Mineiro furono segnati da Amaury e Dadá Maravilha, per il Brasile andò  a segno Pelé. Da quella partita la CBF proibì alla nazionale brasiliana di disputare partite amichevoli con squadre di club, regola che decadde nel 2005. I tifosi a volte si riferiscono alla loro squadra come ai "campioni della Coppa del mondo del 1970".
Nel 1997, in occasione del centenario della città di Belo Horizonte, l'Atlético affrontò in un'amichevole allo stadio Mineirão il Milan; quella fu anche l’ultima partita di Toninho Cerezo.

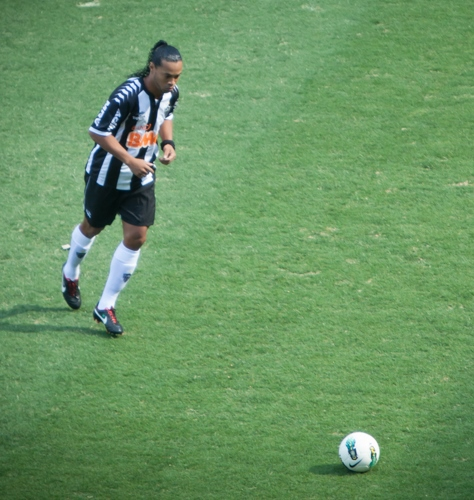
Ronaldinho, decisivo per vittoria della Coppa Libertadores 2013

Nel 2013, grazie al successo ai rigori nella finale ai danni dei paraguaiani dell'Olimpia, l'Atlérico Mineiro si aggiudicò per la prima volta la Coppa Libertadores Ancora nel 2013 fu clamorosamente sconfitto dalla compagine marocchina del Raja Casablanca, che interruppe in semifinale il cammino dei bianconeri nella Coppa del mondo per club, mentre nel 2014 l'Atlético vinse per la prima volta la coppa nazionale, battendo in finale il Cruzeiro.
Nel 2021 l'Atlético tornò a vincere il campionato brasiliano, a distanza di cinquant'anni, chiudendo davanti a Flamengo e Palmeiras, e la Coppa del Brasile, mentre nel 2024 ha raggiunto la finale della Coppa Libertadores, dove è stato battuto dai connazionali del Botafogo per 3-1.

## Colori e simboli
All'inizio degli anni trenta, il caricaturista Mangabeira scelse per ogni squadra mineira un animale (quale mascotte). Per l'Atlético scelse il gallo carijó, bianco e nero, un gallo da lotta. Fu senza dubbio una scelta azzeccata, la tifoseria ben presto l'adottò come simbolo della passione "alvinegra" (bianco-nera).
L'uniforme è composta dalla maglia con strisce bianco-nere verticali, con lo stemma della squadra nel petto. Il numero nel retro della maglia è dorato o di color rosso. I pantaloncini sono neri con calzettoni bianchi, bordati di nero o totalmente bianchi. L'uniforme di riserva è normalmente composta da una maglietta bianca, pantaloncini neri e calzettoni bianchi, oppure da maglia, pantalonicini e calzettoni neri. L'attuale fabbricante del materiale sportivo è l'azienda americana Nike.

### Simboli ufficiali

#### Mascotte
Il caricaturista Fernando Pieruccetti (soprannominato "Mangabeira), del giornale "A Folha de Minas" ricevette l'incarico di disegnare una mascotte per ogni squadra mineira. Alcune persone volevano che un piccolo indio fosse la mascotte dell'Atlético. Ma il "Mangabeira" preferì il Gallo vista la simpatia che i tifosi avevano per questo animale. "Mangabeira" giustificò la scelta con queste parole:
(Fernando Pieruccetti, "Mangabeira")
Il "Mangabeira" fu il creatore del Gallo, ma il maggior divulgatore fu il leggendario giocatore
Zé do Monte, che difese i colori dell'Atlético negli anni cinquanta. In quei tempi sempre entrava in campo con un Gallo Carijó.

## Strutture

### Stadio
Il primo terreno di gioco era localizzato nella Rua Guajajaras. Ma furono rubate le porte del campo. Margival (l'allora presidente) procurò un altro campo da gioco, nell'Avenida Paraopeba (oggi Augusto de Lima), ma dopo poco tempo fu requisita dal Governo per costruire la segreteria di salute. Allora l'Atlético passò ad occupare le vecchie installazioni di gioco dell'ormai istinto Sport Club Foot Ball, a lato della Praça da Estação, fino al 1921, quando il Governo donò all'Atlético uno spazio nell'Avenida Olegário Maciel per compensare quello che aveva requisito. Lì fu costruito lo stadio Antônio Carlos.
La partita d'inaugurazione dello stadio Antônio Carlos fu tra Atlético e Corinthians, il 29 maggio 1929, vinta dal Galo per 4 a 2. La capacità di appena 6 000 persone fu ben presto non sufficiente ad ospitare i tifosi. Dopo l'inaugurazione dell'Independência, nel 1950, l'Atlético non gioco quasi mai in Lourdes. Per molto tempo il "Alçapão" fu conservato appena in rispetto della tradizione, ma all'inizio degli anni settanta fu distrutto. Al suo posto, oggi, vi è uno shopping center (Diamon Mall), considerato uno dei più lussuosi dell'intero Stato di Minas Gerais.

## Allenatori e presidenti

### Allenatori
L'allenatore più famoso dell'Atlético fu Telê Santana. Gli allenatori che hanno più partite nella storia della squadra sono:
- Telê Santana - 434 partite
- Procópio Cardoso - 328 partite
- Barbatana - 227 partite
- Levir Culpi - 174 partite
- Ricardo Díez - 168 partite

### Presidenti
- 1908-1910 -  Margival Mendes Leal
- 1911-1911 -  Aleixanor Alves Pereira
- 1912-1913 -  Jair Pinto dos Reis
- 1914-1914 -  João Luis Morethzon
- 1915-1916 -  Roberto Xavier Azevedo
- 1917-1917 -  Nilo Rosemburg
- 1918 -  Jorge Dias Pena
- 1919 -  Antônio Antunes
- 1920-1920 -  Alvaro Felicíssimo
- 1921-1922 -  Alfredo Felicíssimo de Paula Furtado
- 1923-1923 -  Roberto Xavier de Azevedo
- 1924-1925 -  Alfredo Furtado
- 1926-1930 -  Leandro Castilho de Moura Costa
- 1931-1931 -  Anibal Matos
- 1932-1932 -  Afonso Ferreira Paulino
- 1933-1938 -  Tomás Naves
- 1939-1939 -  Casildo Quintino dos Santos
- 1940 -  Sálvio Noronha
- 1940-1941 -  Hélio Soares de Moura
- 1942-1942 -  Olímpyo Mourão de Miranda
- 1943-1944 -  Alberto Pinheiro
- 1945-1945 -  Edward Nogueira
- 1946-1949 -  Gregoriano Canedo
- 1949 -  Geraldo Vasconcelos
- 1949 -  Osvaldo Silva
- 1950-1951 -  José Cabral
- 1952-1953 -  José Francisco de Paula Júnior
- 1954-1955 -  Mário de Andrade Gomes
- 1956-1957 -  José Francisco de Paula Júnior
- 1958-1959 -  Nelson Campos
- 1960-1960 -  Antônio Álvares da Silva
- 1961 -  Edgard Neves
- 1962-1963 -  Fábio Fonseca
- 1963 -  Silva
- 1964 -  José Ramos Filho
- 1964 -  Lauro Pires de Carvalho
- 1966-1967 -  Eduardo Catão Magalhães Pinto
- 1967 -  Fábio Fonseca
- 1967 -  Silva
- 1968-1969 -  Carlos Alberto de Vasconcelos Naves
- 1970-1973 -  Nelson Campos
- 1973 -  Rubens Silveira
- 1974-1975 -  Nelson Campos
- 1976-1979 -  Walmir Pereira da Silva
- 1980-1985 -  Elias Kalil
- 1986 -  Marum Patrus de Souza
- 1986-1988 -  Nelson Campos
- 1989-1994 -  Afonso Araújo Paulino
- 1995-1998 -  Paulo Curi
- 1999-2001 -  Nélio Brant
- 2001-2006 -  Ricardo Annes Guimarães
- 2007-2008 -  Luiz Otávio Mota "Ziza" Valadares
- dal 2008 -  Alexandre Kalil

## Calciatori
Il calciatore più benevoluto della tifoseria atleticana di tutti i tempi detenne il titolo di maggior capocannoniere dei Campionati Brasiliani per più di 20 anni. Reinaldo segnò 28 gol per il Galo nel 1977 in appena 18 partite disputate e fino ad oggi nessuno è riuscito a superare la sua media gol (1,55 per partita). L'attaccante Washington, all'epoca nel Atlético Paranaense, fece più gol, ma giocando un numero superiore di partite di Reinaldo. In tutti i Campionati Mineiro, il maggior realizzatore di tutti i tempi è l'atleticano Dadá Maravilha, che fece 30 gol nel 1969.

### Vincitori di titoli
Campioni del mondo
- Dario (Messico 1970)
- Gilberto Silva (Corea del Sud-Giappone 2002)

Calciatori campioni olimpici di calcio
- Douglas Santos (Rio de Janeiro 2016)
- Uilson (Rio de Janeiro 2016)

## Palmarès

### Competizioni nazionali
- Campionato brasiliano: 3

1937, 1971, 2021
- Coppa del Brasile: 2

2014, 2021
- Supercoppa del Brasile: 1

2022
- Coppa dei Campioni (CBD): 1[4]

1978
- Campeonato Brasileiro Série B: 1

2006

### Competizioni statali
- Campionato mineiro: 50 [5] (record)

1915, 1926, 1927, 1931, 1932, 1936, 1938, 1939, 1941, 1942, 1946, 1947, 1949, 1950, 1952, 1953, 1954, 1955, 1956, 1958, 1962, 1963, 1970, 1976, 1978, 1979, 1980, 1981, 1982, 1983, 1985, 1986, 1988, 1989, 1991, 1995, 1999, 2000, 2007, 2010, 2012, 2013, 2015, 2017, 2020, 2021, 2022, 2023, 2024, 2025
- Taça Minas Gerais: 5 [6]

1975, 1976, 1979, 1986, 1987
- Taça Belo Horizonte: 3[7]

1970, 1971, 1972
- Torneo Início: 8[8]

1928, 1931, 1932, 1939, 1947, 1949, 1950, 1954

### Competizioni internazionali
- Coppa Libertadores: 1 [2]

2013
- Coppa CONMEBOL: 2 [9] (record brasiliano)

1992, 1997
- Recopa Sudamericana: 1

2014

### Competizioni giovanili
- Copa São Paulo de Futebol Júnior: 3

1975, 1976, 1983
- Torneo Internazionale Città di Gradisca - Trofeo Nereo Rocco: 4

2004, 2006, 2007, 2008

## Statistiche e record

### Statistiche di squadra

#### Piazzamenti nel campionato brasiliano
| Anno | Posizione | Anno | Posizione | Anno | Posizione | Anno | Posizione | Anno | Posizione |
| ---- | --------- | ---- | --------- | ---- | --------- | ---- | --------- | ---- | --------- |
| 1971 | 1º        | 1981 | 14º       | 1991 | 3º        | 2001 | 4º        | 2011 | 15°       |
| 1972 | 11º       | 1982 | 19º       | 1992 | 13º       | 2002 | 8º        | 2012 | 2°        |
| 1973 | 11º       | 1983 | 3º        | 1993 | 32º       | 2003 | 7º        | 2013 | 8º        |
| 1974 | 7º        | 1984 | 19º       | 1994 | 4º        | 2004 | 19º       | 2014 | 5º        |
| 1975 | 19º       | 1985 | 4º        | 1995 | 7º        | 2005 | 20º       | 2015 | 2º        |
| 1976 | 3º        | 1986 | 3º        | 1996 | 3º        | 2006 | 1º (B)    | 2016 | 4º        |
| 1977 | 2º        | 1987 | 3º        | 1997 | 4º        | 2007 | 8º        | 2017 | 9°        |
| 1978 | 34º       | 1988 | 10º       | 1998 | 9º        | 2008 | 12º       | 2018 | 6°        |
| 1979 | 8º        | 1989 | 8º        | 1999 | 2º        | 2009 | 7º        | 2019 | 13°       |
| 1980 | 2º        | 1990 | 5º        | 2000 | 24º       | 2010 | 13°       | 2020 | 3°        |

#### Media degli spettatori nei campionati brasiliani
L'Atlético è il secondo collocato nella lista generale della media spettatori nelle partite in casa del Campionato Brasileiro, contando tutte le edizioni a partire dal 1972. La media è di 25.173 per partita, seconda dietro quella del Flamengo (25.898). Segue le medie anno per anno degli spettatori dell'Atlético:
| Anno | Media | Anno | Media | Anno | Media | Anno | Media |
| ---- | ----- | ---- | ----- | ---- | ----- | ---- | ----- |
| 1972 | 20396 | 1982 | 26693 | 1992 | 17310 | 2002 | 22248 |
| 1973 | 17813 | 1983 | 39249 | 1993 | 5650  | 2003 | 14034 |
| 1974 | 12727 | 1984 | 21199 | 1994 | 22673 | 2004 | 10222 |
| 1975 | 27087 | 1985 | 29668 | 1995 | 21072 | 2005 | 21889 |
| 1976 | 46581 | 1986 | 36150 | 1996 | 25449 | 2006 | 31922 |
| 1977 | 55664 | 1987 | 34879 | 1997 | 23342 | 2007 | 25684 |
| 1978 | 14958 | 1988 | 8330  | 1998 | 19562 | 2008 | 27150 |
| 1979 | 18965 | 1989 | 14136 | 1999 | 42322 | 2009 | 38598 |
| 1980 | 48252 | 1990 | 26748 | 2000 | 13657 | 2010 |       |
| 1981 | 32786 | 1991 | 26763 | 2001 | 30679 | 2011 |       |

### Statistiche individuali
Fonte: RSSSF Brasil
| #   | Giocatore                | Gol |
| --- | ------------------------ | --- |
| 1.  | Reinaldo                 | 255 |
| 2.  | Dadá Maravilha           | 211 |
| 3.  | Mário de Castro          | 195 |
| 4.  | Guará                    | 168 |
| 5.  | Lucas Miranda            | 152 |
| 6.  | Said                     | 142 |
| 7.  | Guilherme                | 139 |
| 8.  | Ubaldo                   | 138 |
| 9.  | Marques Batista de Abreu | 131 |
| 10. | Nívio                    | 126 |

### Record
L'Atlético Mineiro è il più antico club, in attività, di Belo Horizonte.

## Organico

### Rosa 2025
| N. |                      | Ruolo | Calciatore      |
| -- | -------------------- | ----- | --------------- |
| 1  | Brasile (bandiera)   | P     | Gabriel Delfim  |
| 2  | Brasile (bandiera)   | D     | Natanael        |
| 4  | Brasile (bandiera)   | D     | Lyanco          |
| 6  | Paraguay (bandiera)  | D     | Júnior Alonso   |
| 7  | Brasile (bandiera)   | A     | Hulk (capitano) |
| 8  | Argentina (bandiera) | C     | Fausto Vera     |
| 9  | Brasile (bandiera)   | A     | Deyverson       |
| 10 | Brasile (bandiera)   | C     | Gustavo Scarpa  |
| 11 | Brasile (bandiera)   | C     | Bernard         |
| 13 | Brasile (bandiera)   | D     | Guilherme Arana |
| 16 | Brasile (bandiera)   | D     | Igor Rabello    |
| 17 | Brasile (bandiera)   | C     | Igor Gomes      |
| 19 | Brasile (bandiera)   | A     | João Marcelo    |
| 20 | Brasile (bandiera)   | C     | Patrick         |

| N. |                      | Ruolo | Calciatore       |
| -- | -------------------- | ----- | ---------------- |
| 21 | Ecuador (bandiera)   | C     | Alan Franco      |
| 22 | Brasile (bandiera)   | P     | Éverson          |
| 26 | Argentina (bandiera) | D     | Renzo Saravia    |
| 27 | Brasile (bandiera)   | D     | Paulo Vitor      |
| 28 | Argentina (bandiera) | C     | Tomás Cuello     |
| 30 | Colombia (bandiera)  | A     | Brahian Palacios |
| 32 | Brasile (bandiera)   | P     | Gabriel Átila    |
| 33 | Brasile (bandiera)   | C     | Robert Santos    |
| 37 | Brasile (bandiera)   | A     | Júnior Santos    |
| 40 | Brasile (bandiera)   | C     | Vitinho          |
| 42 | Brasile (bandiera)   | A     | Cadu             |
| 45 | Brasile (bandiera)   | C     | Alisson Santana  |
| 47 | Brasile (bandiera)   | C     | Rômulo           |
| 50 | Brasile (bandiera)   | D     | Vitor Gabriel    |

### Rosa 2024
| N. |                     | Ruolo | Calciatore                 |
| -- | ------------------- | ----- | -------------------------- |
| 1  | Brasile (bandiera)  | P     | Gabriel Delfim             |
| 3  | Brasile (bandiera)  | D     | Bruno Fuchs                |
| 4  | Brasile (bandiera)  | D     | Lyanco                     |
| 5  | Brasile (bandiera)  | D     | Otávio                     |
| 7  | Brasile (bandiera)  | A     | Hulk                       |
| 8  | Paraguay (bandiera) | D     | Júnior Alonso              |
| 10 | Brasile (bandiera)  | A     | Paulinho                   |
| 11 | Cile (bandiera)     | A     | Edu Vargas                 |
| 13 | Brasile (bandiera)  | D     | Guilherme Arana (capitano) |
| 14 | Brasile (bandiera)  | A     | Alan Kardec                |
| 16 | Brasile (bandiera)  | D     | Igor Rabello               |
| 17 | Brasile (bandiera)  | C     | Igor Gomes                 |
| 22 | Brasile (bandiera)  | P     | Éverson                    |
| 23 | Ecuador (bandiera)  | C     | Alan Franco                |

| N. |                      | Ruolo | Calciatore       |
| -- | -------------------- | ----- | ---------------- |
| 25 | Brasile (bandiera)   | D     | Mariano          |
| 26 | Argentina (bandiera) | D     | Renzo Saravia    |
| 27 | Brasile (bandiera)   | D     | Paulo Vitor      |
| 28 | Uruguay (bandiera)   | D     | Mauricio Lemos   |
| 30 | Colombia (bandiera)  | A     | Brahian Palacios |
| 31 | Brasile (bandiera)   | P     | Matheus Mendes   |
| 34 | Brasile (bandiera)   | C     | Jemerson         |
| 41 | Brasile (bandiera)   | A     | Isaac            |
| 42 | Brasile (bandiera)   | A     | Cadu             |
| 44 | Brasile (bandiera)   | A     | Rubens           |
| 45 | Brasile (bandiera)   | C     | Alisson Santana  |
| 49 | Brasile (bandiera)   | C     | Patrick          |
| 50 | Brasile (bandiera)   | D     | Vitor Gabriel    |

### Rosa 2023
| N. |                      | Ruolo | Calciatore      |
| -- | -------------------- | ----- | --------------- |
| 1  | Brasile (bandiera)   | P     | Gabriel Delfim  |
| 3  | Brasile (bandiera)   | D     | Bruno Fuchs     |
| 4  | Brasile (bandiera)   | D     | Réver           |
| 5  | Brasile (bandiera)   | D     | Otávio          |
| 7  | Brasile (bandiera)   | A     | Hulk (capitano) |
| 8  | Brasile (bandiera)   | C     | Edenílson       |
| 10 | Brasile (bandiera)   | A     | Paulinho        |
| 11 | Cile (bandiera)      | A     | Edu Vargas      |
| 13 | Brasile (bandiera)   | D     | Guilherme Arana |
| 14 | Brasile (bandiera)   | A     | Alan Kardec     |
| 15 | Argentina (bandiera) | C     | Matías Zaracho  |
| 16 | Brasile (bandiera)   | D     | Igor Rabello    |
| 20 | Brasile (bandiera)   | C     | Hyoran          |
| 22 | Brasile (bandiera)   | P     | Éverson         |

| N. |                      | Ruolo | Calciatore      |
| -- | -------------------- | ----- | --------------- |
| 23 | Brasile (bandiera)   | C     | Paulo Henrique  |
| 25 | Brasile (bandiera)   | D     | Mariano         |
| 26 | Brasile (bandiera)   | C     | Igor Gomes      |
| 28 | Uruguay (bandiera)   | D     | Mauricio Lemos  |
| 29 | Brasile (bandiera)   | D     | Allan           |
| 30 | Argentina (bandiera) | A     | Cristian Pavón  |
| 31 | Brasile (bandiera)   | P     | Matheus Mendes  |
| 34 | Brasile (bandiera)   | C     | Jemerson        |
| 37 | Brasile (bandiera)   | D     | Pedrinho        |
| 40 | Brasile (bandiera)   | D     | Nathan Silva    |
| 41 | Brasile (bandiera)   | C     | Rubens          |
| 45 | Brasile (bandiera)   | A     | Alisson Santana |
| 49 | Brasile (bandiera)   | C     | Patrick         |

### Rosa 2021
| N. |                      | Ruolo | Calciatore         |
| -- | -------------------- | ----- | ------------------ |
| 2  | Brasile (bandiera)   | D     | Guga               |
| 3  | Paraguay (bandiera)  | D     | Júnior Alonso      |
| 4  | Brasile (bandiera)   | D     | Réver (capitano)   |
| 6  | Brasile (bandiera)   | D     | Dodô               |
| 7  | Brasile (bandiera)   | A     | Hulk               |
| 8  | Brasile (bandiera)   | C     | Jair               |
| 10 | Cile (bandiera)      | A     | Edu Vargas         |
| 11 | Brasile (bandiera)   | C     | Keno               |
| 13 | Brasile (bandiera)   | D     | Guilherme Arana    |
| 15 | Argentina (bandiera) | C     | Matías Zaracho     |
| 16 | Brasile (bandiera)   | D     | Igor Rabello       |
| 17 | Venezuela (bandiera) | C     | Jefferson Savarino |
| 18 | Brasile (bandiera)   | A     | Eduardo Sasha      |
| 20 | Brasile (bandiera)   | C     | Hyoran             |
| 21 | Ecuador (bandiera)   | C     | Alan Franco        |
| 22 | Brasile (bandiera)   | P     | Éverson            |

| N. |                      | Ruolo | Calciatore        |
| -- | -------------------- | ----- | ----------------- |
| 23 | Brasile (bandiera)   | C     | Nathan            |
| 25 | Brasile (bandiera)   | D     | Mariano           |
| 26 | Argentina (bandiera) | C     | Ignacio Fernández |
| 27 | Brasile (bandiera)   | C     | Calebe            |
| 28 | Brasile (bandiera)   | A     | Felipe Felício    |
| 29 | Brasile (bandiera)   | D     | Allan             |
| 30 | Colombia (bandiera)  | C     | Dylan Borrero     |
| 31 | Brasile (bandiera)   | P     | Matheus Mendes    |
| 32 | Brasile (bandiera)   | P     | Rafael            |
| 33 | Brasile (bandiera)   | C     | Sávio             |
| 40 | Brasile (bandiera)   | D     | Nathan Silva      |
| 41 | Brasile (bandiera)   | C     | Neto              |
|    | Brasile (bandiera)   | A     | Alan Kardec       |
|    | Brasile (bandiera)   | C     | Otávio            |
|    | Brasile (bandiera)   | D     | Pedrinho          |
|    | Argentina (bandiera) | A     | Cristian Pavón    |

### Rosa 2019
| N. |                      | Ruolo | Calciatore       |
| -- | -------------------- | ----- | ---------------- |
| 1  | Brasile (bandiera)   | P     | Victor           |
| 3  | Brasile (bandiera)   | D     | Leonardo Silva   |
| 4  | Brasile (bandiera)   | D     | Réver (capitano) |
| 5  | Paraguay (bandiera)  | C     | Ramón Martínez   |
| 6  | Brasile (bandiera)   | D     | Fábio Santos     |
| 7  | Brasile (bandiera)   | C     | Elias            |
| 8  | Colombia (bandiera)  | C     | Yimmi Chará      |
| 9  | Brasile (bandiera)   | A     | Ricardo Oliveira |
| 10 | Ecuador (bandiera)   | C     | Juan Cazares     |
| 11 | Brasile (bandiera)   | C     | Maicon           |
| 14 | Brasile (bandiera)   | C     | José Welison     |
| 15 | Brasile (bandiera)   | D     | Talison          |
| 16 | Brasile (bandiera)   | D     | Igor Rabello     |
| 19 | Brasile (bandiera)   | D     | Iago Maidana     |
| 20 | Uruguay (bandiera)   | C     | David Terans     |
| 22 | Brasile (bandiera)   | D     | Carlos Gabriel   |
| 23 | Brasile (bandiera)   | C     | Nathan           |
| 26 | Argentina (bandiera) | A     | Franco Di Santo  |
| 27 | Brasile (bandiera)   | C     | Luan             |

| N. |                      | Ruolo | Calciatore          |
| -- | -------------------- | ----- | ------------------- |
| 28 | Uruguay (bandiera)   | D     | Lucas Hernández     |
| 29 | Brasile (bandiera)   | D     | Patric              |
| 30 | Brasile (bandiera)   | C     | Gustavo Blanco      |
| 31 | Brasile (bandiera)   | P     | Michael             |
| 33 | Brasile (bandiera)   | P     | Fernando            |
| 34 | Brasile (bandiera)   | D     | Vitor Mendes        |
| 39 | Brasile (bandiera)   | C     | Alessandro Vinícius |
| 40 | Brasile (bandiera)   | P     | Cleiton             |
| 43 | Brasile (bandiera)   | C     | Bruninho            |
| 44 | Brasile (bandiera)   | A     | Alerrando           |
| 46 | Brasile (bandiera)   | C     | Neto                |
| 49 | Brasile (bandiera)   | C     | Geuvânio            |
| 80 | Venezuela (bandiera) | C     | Rómulo Otero        |
| 84 | Brasile (bandiera)   | P     | Wilson              |
| 88 | Brasile (bandiera)   | C     | Jair                |
| 92 | Brasile (bandiera)   | C     | Vinicius            |
| 98 | Brasile (bandiera)   | D     | Guga                |
|    | Brasile (bandiera)   | D     | Guilherme Arana     |
|    | Brasile (bandiera)   | D     | Dodô                |

### Rosa 2018
| N. |                      | Ruolo | Calciatore        |
| -- | -------------------- | ----- | ----------------- |
| 1  | Brasile (bandiera)   | P     | Victor            |
| 3  | Brasile (bandiera)   | D     | Leonardo Silva    |
| 5  | Brasile (bandiera)   | C     | Arouca            |
| 6  | Brasile (bandiera)   | D     | Fábio Santos      |
| 7  | Brasile (bandiera)   | C     | Elias             |
| 8  | Argentina (bandiera) | C     | Tomás Andrade     |
| 9  | Brasile (bandiera)   | A     | Ricardo Oliveira  |
| 10 | Ecuador (bandiera)   | C     | Juan Cazares      |
| 11 | Colombia (bandiera)  | C     | Yimmi Chará       |
| 13 | Brasile (bandiera)   | P     | Fernando          |
| 14 | Brasile (bandiera)   | D     | Emerson           |
| 15 | Brasile (bandiera)   | D     | Matheus Mancini   |
| 16 | Brasile (bandiera)   | C     | Lucas Cândido     |
| 18 | Brasile (bandiera)   | A     | Erik              |
| 19 | Brasile (bandiera)   | C     | Bruno Roberto     |
| 20 | Brasile (bandiera)   | C     | Matheus Galdezani |
| 21 | Brasile (bandiera)   | C     | Adílson           |
| 23 | Brasile (bandiera)   | C     | Roger Guedes      |
| 24 | Brasile (bandiera)   | D     | Réver             |

| N. |                    | Ruolo | Calciatore     |
| -- | ------------------ | ----- | -------------- |
| 25 | Brasile (bandiera) | C     | Yago           |
| 26 | Brasile (bandiera) | D     | Juninho        |
| 27 | Brasile (bandiera) | C     | Luan           |
| 28 | Brasile (bandiera) | D     | Iago Maidana   |
| 29 | Brasile (bandiera) | D     | Patric         |
| 30 | Brasile (bandiera) | C     | Gustavo Blanco |
| 31 | Brasile (bandiera) | P     | Michael        |
| 32 | Brasile (bandiera) | P     | Uilson         |
| 34 | Brasile (bandiera) | C     | Marquinhos     |
| 36 | Brasile (bandiera) | D     | Bremer         |
| 37 | Brasile (bandiera) | C     | Marco Túlio    |
| 40 | Brasile (bandiera) | P     | Cleiton        |
| 43 | Brasile (bandiera) | C     | Bruno Roberto  |
| 44 | Brasile (bandiera) | A     | Alerrando      |
| 87 | Brasile (bandiera) | P     | Giovanni       |
| 99 | Brasile (bandiera) | C     | Clayton        |
|    | Uruguay (bandiera) | C     | David Terans   |
|    | Brasile (bandiera) | D     | Kevin          |

### Rosa 2017
| N. |                      | Ruolo | Calciatore                     |
| -- | -------------------- | ----- | ------------------------------ |
| 1  | Brasile (bandiera)   | P     | Victor                         |
| 2  | Brasile (bandiera)   | D     | Marcos Rocha                   |
| 3  | Brasile (bandiera)   | D     | Leonardo Fabiano Silva e Silva |
| 4  | Ecuador (bandiera)   | D     | Frickson Erazo                 |
| 6  | Brasile (bandiera)   | D     | Fábio Santos                   |
| 7  | Brasile (bandiera)   | A     | Robinho                        |
| 8  | Brasile (bandiera)   | C     | Elias                          |
| 9  | Brasile (bandiera)   | A     | Fred                           |
| 10 | Ecuador (bandiera)   | C     | Juan Cazares                   |
| 11 | Venezuela (bandiera) | C     | Rómulo Otero                   |
| 13 | Brasile (bandiera)   | A     | Rafael Moura                   |
| 15 | Brasile (bandiera)   | D     | Ralph                          |
| 16 | Brasile (bandiera)   | D     | Rodrigão                       |
| 17 | Brasile (bandiera)   | A     | Capixaba                       |
| 18 | Brasile (bandiera)   | C     | Lucas Cândido                  |
| 19 | Brasile (bandiera)   | D     | Carlos César                   |
| 20 | Brasile (bandiera)   | C     | Valdívia                       |
| 21 | Brasile (bandiera)   | C     | Adílson                        |

| N. |                    | Ruolo | Calciatore      |
| -- | ------------------ | ----- | --------------- |
| 23 | Brasile (bandiera) | A     | Matheus Mancini |
| 25 | Brasile (bandiera) | C     | Yago            |
| 26 | Brasile (bandiera) | D     | Felipe Santana  |
| 27 | Brasile (bandiera) | C     | Luan            |
| 28 | Brasile (bandiera) | D     | Jesiel          |
| 29 | Brasile (bandiera) | D     | Alex Silva      |
| 30 | Brasile (bandiera) | D     | Gabriel         |
| 31 | Brasile (bandiera) | D     | Leonan          |
| 32 | Brasile (bandiera) | P     | Uilson          |
| 36 | Brasile (bandiera) | D     | Bremer          |
| 40 | Brasile (bandiera) | P     | Cleiton         |
| 85 | Brasile (bandiera) | D     | Roger           |
| 87 | Brasile (bandiera) | P     | Giovanni        |
| 92 | Brasile (bandiera) | C     | Marlone         |
| 94 | Brasile (bandiera) | C     | Gustavo Blanco  |
| 99 | Brasile (bandiera) | C     | Clayton         |
|    | Brasile (bandiera) | D     | Thalis          |
|    | Brasile (bandiera) | D     | Mansur          |

### Rosa 2016
| N. |                      | Ruolo | Calciatore       |
| -- | -------------------- | ----- | ---------------- |
| 1  | Brasile (bandiera)   | P     | Victor           |
| 2  | Brasile (bandiera)   | D     | Marcos Rocha     |
| 3  | Brasile (bandiera)   | D     | Leonardo Silva   |
| 4  | Ecuador (bandiera)   | D     | Frickson Erazo   |
| 5  | Brasile (bandiera)   | C     | Rafael Carioca   |
| 6  | Brasile (bandiera)   | D     | Douglas Santos   |
| 7  | Brasile (bandiera)   | A     | Robinho          |
| 8  | Brasile (bandiera)   | C     | Leandro Donizete |
| 9  | Argentina (bandiera) | A     | Lucas Pratto     |
| 10 | Argentina (bandiera) | C     | Jesús Dátolo     |
| 11 | Ecuador (bandiera)   | C     | Juan Cazares     |
| 12 | Brasile (bandiera)   | P     | Giovanni         |
| 13 | Brasile (bandiera)   | C     | Carlos           |
| 15 | Brasile (bandiera)   | D     | Edcarlos         |
| 16 | Brasile (bandiera)   | A     | Pablo            |
| 17 | Brasile (bandiera)   | A     | Hyuri            |

| N. |                    | Ruolo | Calciatore      |
| -- | ------------------ | ----- | --------------- |
| 18 | Brasile (bandiera) | C     | Lucas Cândido   |
| 19 | Brasile (bandiera) | A     | Carlos César    |
| 20 | Brasile (bandiera) | C     | Júnior Urso     |
| 21 | Brasile (bandiera) | D     | Gabriel         |
| 23 | Brasile (bandiera) | C     | Dodô            |
| 24 | Brasile (bandiera) | P     | Uilson          |
| 25 | Brasile (bandiera) | C     | Yago            |
| 26 | Brasile (bandiera) | D     | Tiago Pagnussat |
| 27 | Brasile (bandiera) | C     | Luan            |
| 29 | Brasile (bandiera) | D     | Patric          |
| 30 | Brasile (bandiera) | C     | Eduardo         |
| 31 | Brasile (bandiera) | D     | Mansur          |
|    | Brasile (bandiera) | D     | Roger           |
|    | Brasile (bandiera) | C     | Lelêu           |
|    | Brasile (bandiera) | A     | Clayton         |
|    | Brasile (bandiera) | D     | Felipe Santana  |

### Rosa 2014
| N. |                    | Ruolo | Calciatore       |
| -- | ------------------ | ----- | ---------------- |
| 1  | Brasile (bandiera) | P     | Victor           |
| 2  | Brasile (bandiera) | D     | Marcos Rocha     |
| 3  | Brasile (bandiera) | D     | Leonardo Silva   |
| 4  | Brasile (bandiera) | D     | Réver (capitano) |
| 5  | Brasile (bandiera) | C     | Pierre           |
| 6  | Brasile (bandiera) | D     | Júnior César     |
| 7  | Brasile (bandiera) | A     | Jô               |
| 8  | Brasile (bandiera) | C     | Leandro Donizete |
| 9  | Brasile (bandiera) | A     | Diego Tardelli   |
| 11 | Brasile (bandiera) | A     | Maicosuel        |
| 12 | Brasile (bandiera) | P     | Giovanni         |
| 14 | Brasile (bandiera) | D     | Jemerson         |
| 15 | Brasile (bandiera) | C     | Gilberto Silva   |
| 17 | Brasile (bandiera) | A     | Guilherme        |
| 18 | Brasile (bandiera) | A     | Luan             |

| N. |                      | Ruolo | Calciatore           |
| -- | -------------------- | ----- | -------------------- |
| 19 | Brasile (bandiera)   | D     | Emerson              |
| 20 | Argentina (bandiera) | D     | Nicolás Otamendi     |
| 21 | Brasile (bandiera)   | A     | André                |
| 23 | Argentina (bandiera) | C     | Jesús Dátolo         |
| 25 | Brasile (bandiera)   | C     | Josué                |
| 26 | Brasile (bandiera)   | D     | Carlos César         |
| 29 | Brasile (bandiera)   | D     | Michel               |
| 35 | Brasile (bandiera)   | P     | Paulo Victor         |
| 38 | Brasile (bandiera)   | A     | Carlos               |
| 88 | Brasile (bandiera)   | C     | Rosinei              |
|    | Brasile (bandiera)   | D     | Emerson da Conceição |
|    | Brasile (bandiera)   | D     | Pedro Botelho        |
|    | Brasile (bandiera)   | C     | Richarlyson          |
|    | Brasile (bandiera)   | D     | Fillipe Soutto       |

### Rosa 2013
| N. |                    | Ruolo | Calciatore       |
| -- | ------------------ | ----- | ---------------- |
| 1  | Brasile (bandiera) | P     | Victor           |
| 2  | Brasile (bandiera) | D     | Marcos Rocha     |
| 3  | Brasile (bandiera) | D     | Leonardo Silva   |
| 4  | Brasile (bandiera) | D     | Réver (capitano) |
| 5  | Brasile (bandiera) | C     | Pierre           |
| 6  | Brasile (bandiera) | D     | Júnior César     |
| 7  | Brasile (bandiera) | A     | Jô               |
| 8  | Brasile (bandiera) | C     | Leandro Donizete |
| 9  | Brasile (bandiera) | A     | Diego Tardelli   |
| 10 | Brasile (bandiera) | C     | Ronaldinho       |
| 11 | Brasile (bandiera) | A     | Fernandinho      |
| 13 | Brasile (bandiera) | D     | Rafael Marques   |
| 14 | Brasile (bandiera) | C     | Lucas Cândido    |
| 15 | Brasile (bandiera) | C     | Gilberto Silva   |
| 17 | Brasile (bandiera) | A     | Guilherme        |

| N. |                      | Ruolo | Calciatore   |
| -- | -------------------- | ----- | ------------ |
| 19 | Brasile (bandiera)   | A     | Alecsandro   |
| 20 | Brasile (bandiera)   | C     | Richarlyson  |
| 21 | Brasile (bandiera)   | C     | Lelêu        |
| 23 | Brasile (bandiera)   | P     | Lee          |
| 25 | Brasile (bandiera)   | A     | Neto Berola  |
| 26 | Brasile (bandiera)   | D     | Carlos César |
| 27 | Brasile (bandiera)   | A     | Luan         |
| 28 | Brasile (bandiera)   | C     | Josué        |
| 29 | Brasile (bandiera)   | D     | Michel       |
| 35 | Brasile (bandiera)   | P     | Paulo Victor |
| 36 | Brasile (bandiera)   | D     | Jemerson     |
| 38 | Brasile (bandiera)   | A     | Carlos       |
| 87 | Brasile (bandiera)   | P     | Giovanni     |
| 88 | Brasile (bandiera)   | C     | Rosinei      |
| 99 | Argentina (bandiera) | C     | Jesús Dátolo |

### Rosa 2012
| N. |                    | Ruolo | Calciatore       |
| -- | ------------------ | ----- | ---------------- |
| 1  | Brasile (bandiera) | P     | Giovanni         |
| 23 | Brasile (bandiera) | P     | Lee              |
| 30 | Brasile (bandiera) | P     | Renan Ribeiro    |
| 55 | Brasile (bandiera) | P     | Pierre           |
| 35 | Brasile (bandiera) | P     | Paulo Victor     |
| 2  | Brasile (bandiera) | D     | Marcos Rocha     |
| 3  | Brasile (bandiera) | D     | Léo Silva        |
| 4  | Brasile (bandiera) | D     | Rafael Marques   |
| 5  | Brasile (bandiera) | D     | Réver (capitano) |
| 6  | Brasile (bandiera) | D     | Júnior César     |
| 21 | Brasile (bandiera) | D     | Luiz Eduardo     |
| 26 | Brasile (bandiera) | D     | Carlos César     |
| 79 | Brasile (bandiera) | D     | Triguinho        |
| 8  | Brasile (bandiera) | C     | Leandro Donizete |
| 11 | Brasile (bandiera) | C     | Bernard          |
| 17 | Brasile (bandiera) | C     | Lelêu            |

| N. |                      | Ruolo | Calciatore                    |
| -- | -------------------- | ----- | ----------------------------- |
| 25 | Brasile (bandiera)   | C     | Soutto                        |
| 28 | Brasile (bandiera)   | C     | Jackson                       |
| 77 | Brasile (bandiera)   | C     | Serginho                      |
| 81 | Brasile (bandiera)   | C     | Dudu Cearense                 |
| 20 | Brasile (bandiera)   | C     | Richarlyson                   |
| 87 | Argentina (bandiera) | C     | Damián Escudero               |
| 49 | Brasile (bandiera)   | C     | Ronaldinho                    |
| 80 | Brasile (bandiera)   | C     | Mancini                       |
| 32 | Brasile (bandiera)   | A     | Jô                            |
| 7  | Brasile (bandiera)   | A     | Danilinho                     |
| 9  | Brasile (bandiera)   | A     | André                         |
| 10 | Brasile (bandiera)   | A     | Guilherme                     |
| 19 | Brasile (bandiera)   | A     | Paulo Henrique Soares Pereira |
| 27 | Brasile (bandiera)   | A     | Henrique                      |
| 99 | Brasile (bandiera)   | A     | Neto Berola                   |